# Harvey Fletcher
Harvey Fletcher (ur. 11 września 1884 w Provo, zm. 23 lipca 1981 tamże) – amerykański fizyk, jest uważany za „ojca stereofonii”, przypisuje mu się wynalezienie audiometru A-2 oraz pierwszych elektronicznych aparatów słuchowych. Po jego śmierci został uznany jego wkład w Eksperyment Millikana, za który jego promotorowi pracy doktorskiej Robertowi Millikanowi została przyznana w 1923 roku Nagroda Nobla w dziedzinie fizyki.

## Dzieciństwo, młodość i rodzina
Fletcher urodził się w Provo w stanie Utah, w 1904 roku ukończył Brigham Young High School, w 1907 roku ukończył Brigham Young University z tytułem bakalaureata. Poślubił Lorenę Chimpan, z którą miał siódemkę dzieci. Był ojcem Jamesa C. Fletchera 4 administratora NASA i rektora University of Utah.

## Kariera naukowa
W 1911 roku Harvey Fletcher został pierwszym studentem fizyki, który otrzymał tytuł doktora summa cum laude na University of Chicago. Po skończeniu studiów doktorskich powrócił na Uniwersytet Brighama Younga, gdzie był kierownikiem wydziału fizyki do 1916 roku. Opuścił uniwersytet, aby podjąć pracę jako badacz w Western Electric, od 1933 pracował, również jako badacz, w Bell Telephone Laboratories. W roku 1949 opuścił firmę i został profesorem elektrotechniki na Uniwersytecie Columbia, skąd odszedł w roku 1952, aby zostać dyrektorem ds. badań naukowych na Uniwersytecie Brighama Younga, w tym czasie pełnił również funkcję dziekana w nowo powstałym College of Physics and Engineering Sciences. Odszedł w 1958 roku.

## Dorobek naukowy
Wkład Fletchera w percepcję mowy jest jednym z jego najbardziej znanych badań. Wykazał, że cechy mowy są zwykle rozmieszczone w szerokim zakresie częstotliwości i opracował wskaźnik artykulacji w celu oszacowania jakości strumienia mowy. Opracował również koncepcje krzywych izofonicznych (powszechnie znanych jako krzywe Fletchera-Munsona), skalowania i sumowania oraz pasma krytycznego. Do jego innych osiągnięć należy wykonanie pierwszego funkcjonalnego aparatu słuchowego, audiometru 2-A i sztucznej krtani.

## Nagrody i wyróżnienia
- Acoustical Society of America – honorary fellow (1949) i prezydent[9]
- American Otological Society – członek honorowy
- Audio Engineering Society – członek honorowy
- Medal Louisa E. Levy'ego (1924)
- American Physical Society – prezydent
- Grammy – pośmiertnie (2016)[9]

## Życie prywatne
Fletcher był wiernym Kościoła Jezusa Chrystusa Świętych w Dniach Ostatnich.
Zmarł 23 lipca 1981 po udarze.